# Redlichiida
I redlichiidi (Redlichiida) sono un ordine di artropodi estinti, appartenenti ai trilobiti. Vissero tra il Cambriano Inferiore e il Cambriano Medio (circa 526 – 500 milioni di anni fa) e includono i più antichi trilobiti ritrovati. I maggiori lagerstätten in cui si trovano i fossili di redlichiidi sono Maotianshan in Cina e le argilliti di Emu Bay in Australia.

## Descrizione
L'aspetto dei Redlichiida è quello tipico di un trilobite, con la caratteristica tripartizione longitudinale, ma con taluni caratteri decisamente primitivi. Generalmente possedevano un grande capo semicircolare (cephalon), e un corpo caratterizzato da numerosi segmenti (thorax) che terminava in una "coda" (pygidium) particolarmente ridotta (a differenza di forme di trilobiti più evolute, in cui il pygidium era di dimensioni simili a quelle del cephalon). Anche per questa particolarità, oltre che per alcuni dettagli morfologici dell'esoscheletro toracico, contrariamente a diversi altri ordini di trilobiti, i Redlichiida probabilmente non erano in grado di appallottolarsi per difesa. In genere, il cephalon dei redlichidi è dotato di spine genali piuttosto evidenti, e sulla parte dorsale sono presenti grandi occhi prominenti di forma allungata. Nelle forme più antiche non sono presenti suture facciali, che si sviluppano successivamente nelle forme più evolute e sono sempre di tipo opistopario (con terminazione al margine posteriore del cephalon). I segmenti toracici terminavano sovente in spine pleurali più o meno sviluppate: nella famiglia Olenellidae sono presenti lunghe spine pleurali sul terzo segmento toracico; un'altra famiglia (Bathynotidae) è caratterizzata da spine pleurali particolarmente allungate sull'ultimo segmento toracico. Le appendici ventrali, conservatesi in alcuni fossili, seguono la tipica disposizione biramata che si riscontra negli altri trilobiti, con un ramo locomotorio (le "zampe" vere e proprie) e un ramo branchifero (appendici branchiali filamentose).

## Classificazione
Per le caratteristiche del thorax e del pygidium, i redlichidi sono considerati tra i trilobiti più primitivi, e sono anche i primi ad apparire nella documentazione fossile: Profallotaspis ed Eofallotaspis sono i più antichi trilobiti conosciuti, vissuti nel Cambriano Inferiore. 
I redlichidi si dividono in due sottordini, Olenellina e Redlichiina. I primi sono stati ritrovati soprattutto in Nordamerica e nelle aree associate che costituivano l'antico continente cambriano di Laurentia. Gli Olenellina, sprovvisti di suture facciali, sono buoni fossili guida utilizzati in campo biostratigrafico per la datazione di sedimenti del Cambriano Inferiore e Medio (l'evento di scomparsa del gruppo in effetti permette di definire il limite superiore del Cambriano Medio); questo gruppo è caratterizzato da un marcato provincialismo, essendo presente solo in sedimenti pertinenti al paleocontinente Laurentia, costituendo quindi anche un buon indicatore paleogeografico. Tra i più noti Olenellina, da ricordare Olenellus e Nevadia. I Redlichiina, invece, si rinvengono in sedimenti associati ad altri contesti paleogeografici e sono caratterizzati dalla presenza di suture facciali. Tra i Redlichiina più noti, da ricordare Redlichia, Redlichia takooensis, Balcoracania, il grande Paradoxides e Dolerolenus, rinvenuto anche in Italia (Sardegna).